# Mästaren är här
Mästaren är här är en psalm med text skriven 1991 av Jan Arvid Hellström. Musiken är skriven 1992 av Samuel Borgström.

## Publicerad som
- Nr 904 i Psalmer i 90-talet under rubriken "Tillsammans på jorden".